# 20214 Lorikenny
20214 Lorikenny è un asteroide della fascia principale. Scoperto nel 1997, presenta un'orbita caratterizzata da un semiasse maggiore pari a 2,9452760 UA e da un'eccentricità di 0,0190508, inclinata di 1,48142° rispetto all'eclittica.